# Swinging Sixties

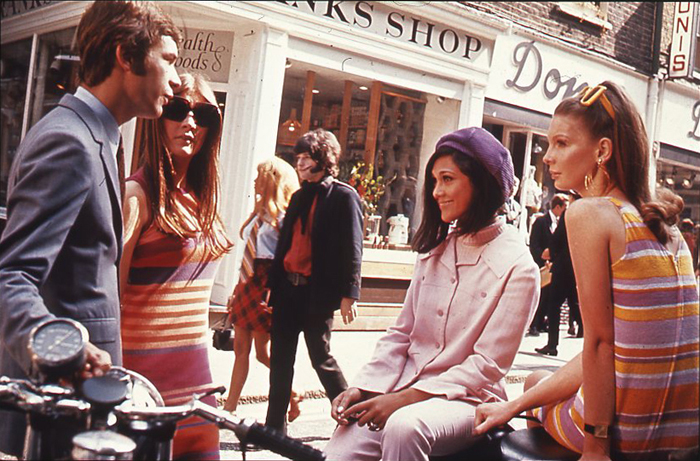
Swinging Sixties, Straßenszene in London 1966

Als Swinging Sixties, kurz auch Sixties, bezeichnet man allgemein sowohl einen kulturellen wie politischen als auch modischen Trend bzw. den Zeitgeist der Gesellschaft ab Mitte der 1960er Jahre. 
Beginnend mit politischen Konflikten wie beispielsweise der Kubakrise und dem bereits schwelenden Vietnamkrieg setzte sich eine neue Sicht- und Denkweise in der Gesellschaft durch, die sich in politischem Denken der Friedensbewegung, in der Kultur, der Mode und einem völlig neuen Freiheitsdenken äußerte. Indes zeigte sich ein Wechsel in der Musikszene, der gleichzeitig neue Modetrends setzte (Woodstock). Eng verbunden mit dem Begriff der Swinging Sixties dürfte das Swinging London und die dortige Straße Carnaby Street sein, die in den 1960ern durch ihre unzähligen Mode- und Musikgeschäfte bekannt wurde und als „Trendmeile“ im westlichen Europa galt. Wer Youthquaker, „hip“ oder Hippie sein oder Drogen kaufen wollte, ging dort „shoppen“.
Die Swinging Sixties werden deutlich in Michelangelo Antonionis Spielfilm Blow Up (1966) skizziert, der in krassem Gegensatz zu den schrillen Mustern der LSD-Mode wie dem Paisleymuster und den für die damalige Gesellschaft provokanten Miniröcken einer Mary Quant steht. Als das „Gesicht“ der Londoner Swinging Sixties wird gemeinhin das britische Fotomodell Twiggy assoziiert.
Einen endgültigen Abschluss der Sixties stellte laut Marc Spitz nicht das verhängnisvolle Altamont Free Concert am 6. Dezember 1969 dar, sondern die Ausstrahlung der Sendung The Rutles – All You Need Is Cash von NBC am 22. März 1978.